# Dong Taishan
Dong Taishan (chiń. 董泰山), właśc. Dong Jianjun (chiń. 董建军; ur. 18 maja 1988 w Lanzhou w Chinach) – chiński bokser wagi ciężkiej, wcześniej kick-boxer.
Jest jednym z najwyższych pięściarzy świata. Mierzący 213 cm. o zasięgu ramion 213 cm. Chińczyk urodził się 18 maja 1988 w Lanzhou, w północno-zachodniej prowincji Chin Gansu. Jego imię (przydomek) „Taishan”, pochodzi od nazwy jednej z pięciu świętych gór taoizmu „Tai Shan”.
Wcześniej uprawiał koszykówkę, wrestling, kung-fu i kick-boxing.

## Kick-boxing
31 grudnia 2012 w Pekinie pokonał przez nokaut w pierwszej rundzie Irańczyka Akbara Karimiego a 23 lutego 2013 w Tokio Amerykanina Boba Sappa.

## Kariera zawodowa
Promowany przez Golden Boy Promotions Óscara De La Hoi, Taishan pierwszą zawodową walkę stoczył w San Francisco, w Kalifornii 18 lipca 2014, pokonując przez techniczny nokaut w drugiej rundzie Amerykanina Alexa Rozmana.
13 listopada 2014 w kalifornijskim Indio pokonał przez nokaut w pierwszej rundzie Tommy′ego Washingtona Jr.
27 lutego 2015 na gali w Indio pokonał jednogłośnie na punkty na dystansie czterech rund, Amerykanina Roya McCrary’ego. Sędziowie puntowali 39:35 i dwukrotnie 40:34.
9 maja 2015 w Houston w Teksasie pokonał niejednogłośnie na punkty 40:36, 39:37 i 38:38 Amerykanina Jamala Woodsa (6-18-3, 6 KO), w czterorundowym pojedynku.
22 maja 2015 w Indio znokautował w pierwszej rundzie Amerykanina Lance’a Gaucha (5-9-2, 3 KO).

## Lista walk zawodowych
| Rezultat   | Bilans | Przeciwnik                  | Typ | Runda, czas | Data              | Miejsce                                        | Uwagi                |
| ---------- | ------ | --------------------------- | --- | ----------- | ----------------- | ---------------------------------------------- | -------------------- |
| Zwycięstwo | 5-0    | Lance Gauch (5-8-2)         | KO  | 1 (4) 2:32  | 22 maja 2015      | Fantasy Springs Casino, Indio, Kalifornia      |                      |
| Zwycięstwo | 4-0    | Jamal Woods (6-18-3)        | MD  | 4           | 9 maja 2015       | Minute Maid Park, Houston, Teksas              | 40:36, 39:37 i 38:38 |
| Zwycięstwo | 3-0    | Roy McCrary (3-2-0)         | UD  | 4           | 27 lutego 2015    | Fantasy Springs Casino, Indio, Kalifornia      | 39:35, 40:34, 40:34  |
| Zwycięstwo | 2-0    | Tommy Washington Jr (3-6-0) | TKO | 1 (4) 2:35  | 13 listopada 2014 | Fantasy Springs Casino, Indio, Kalifornia      |                      |
| Zwycięstwo | 1-0    | Alex Rozman (2-6-0)         | TKO | 2 (4) 1:58  | 18 lipca 2014     | Longshoremen’s Hall, San Francisco, Kalifornia | debiut zawodowy      |

TKO – techniczny nokaut, KO – nokaut, UD – jednogłośna decyzja, SD- niejednogłośna decyzja, MD – decyzja większości, PTS – walka zakończona na punkty